# Отиш (горы)
О́тиш (фр. Les monts Otish) — горная система в географическом центре провинции Квебек, Канада. Расположен на стыке границ административных регионов Кот-Нор, Северный Квебек и Сагней-Лак-Сен-Жан, в 250 км к северу от г. Шибугамо. Является одной из составных частей так называемого Канадского щита. Средняя высота — 750 м, максимальная — г. Япеитсо (1135 м.) Большую часть гор и холмов занимает тайга. В горах имеются месторождения алмазов , на реках созданы ГЭС (озеро Маникуаган). крупное озеро Мистассини, также в Отише берёт начало р. Перибонка, питающая озеро Сен-Жан, откуда вытекает р. Сагней.